# Libitiella bipunctata
Libitiella bipunctata is een hooiwagen uit de familie Cosmetidae.